# Europees kampioenschap voetbal 2012 (kwartfinale) Spanje - Frankrijk
De derde wedstrijd in de kwartfinales tussen Spanje en Frankrijk werd gespeeld op 23 juni 2012 tijdens het Europees kampioenschap voetbal 2012.
Het was de zevenentwintigste wedstrijd van het toernooi en werd gespeeld in de Donbas Arena in Donetsk. Winnaar Spanje zou op 27 juni in de halve finale Portugal treffen.

## Voorafgaand aan de wedstrijd
- Op 6 juni 2012 stond Spanje op de eerste en Frankrijk op de 16e plaats van de FIFA-wereldranglijst.[1]
- Spanje en Frankrijk speelden voorafgaand aan deze wedstrijd 30 keer tegen elkaar. Hiervan was slechts een heel klein deel een competitief duel: 24 ontmoetingen waren vriendschappelijk. Van deze dertig wedstrijden won Spanje er 13, Frankrijk 11 en werd er 6 keer gelijk gespeeld. De laatste ontmoeting was in 2006 in Saint-Denis, Frankrijk. Deze vriendschappelijke ontmoeting eindigde in een 0-2 nederlaag voor Frankrijk.
- Frankrijk verloor nog nooit een competitieve wedstrijd van Spanje. Op het Wereldkampioenschap voetbal in 2006 in Duitsland won Frankrijk de 1/8e finale van Spanje met 3-1. Nadat Spanje op voorsprong kwam door een rake strafschop van Villa in de 28e minuut scoorde de Fransman Ribéry vlak voor rust de gelijkmaker. In de eindfase van de wedstrijd zorgde Vieira voor een voorsprong van Frankrijk en in de blessuretijd maakte Zidane, die later betiteld zou worden als beste speler van het toernooi, de overwinning zeker. Frankrijk verloor uiteindelijk de finale van Italië door strafschoppen.
- De vorige twee toernooien, eerst het EK 2008 en daarna het WK 2010, werden allebei gewonnen door Spanje. Het doel van de Spanjaarden is dan ook het prolongeren van de titel Europees kampioen.
- Spanje kwalificeerde zich voor de kwartfinale door als eerste te eindigen in Groep C. Het won van zowel Ierland als van Tsjechië en speelde gelijk tegen Italië. Frankrijk kwalificeerde zich door als tweede te eindigen in Groep D. Het speelde de eerste wedstrijd tegen Engeland gelijk, won van gastland Oekraïne en leed een nederlaag tegen Zweden.
- De winnaar van deze wedstrijd zal de halve finale spelen tegen Portugal. Deze won de eerste kwartfinale van Tsjechië door een rake kopbal van Cristiano Ronaldo in de 79e minuut. De winnaar van deze halve finale zal het moeten opnemen tegen Duitsland, Engeland of Italië.
- In de groepsfase schoten de Spanjaarden in totaal 39 keer op doel en maakten zes doelpunten. De Franse voetballers konden drie keer scoren uit 24 schoten op doel.[2] Dit komt erop neer dat de Spanjaarden 6 pogingen nodig hadden voor een doelpunt, terwijl het gemiddelde bij de Fransen op 8 lag.

## Wedstrijdgegevens

De basisopstellingen van beide landen

| Datum                | 23 juni 2012                   | 23 juni 2012                   |
| Wedstrijdnummer      | 27                             | 27                             |
| Stadion              | Donbas Arena, Donetsk          | Donbas Arena, Donetsk          |
| Toeschouwers         | 47.000                         | 47.000                         |
| Scheidsrechter       | Nicola Rizzoli                 | Nicola Rizzoli                 |
| Assistenten          | Renato Faverani Andrea Stefani | Renato Faverani Andrea Stefani |
| Vierde man           | Craig Thomson                  | Craig Thomson                  |
| Man van de wedstrijd | Xabi Alonso                    | Xabi Alonso                    |
|                      | Spanje                         | Frankrijk                      |
| Doelpunten           | 2                              | 0                              |
| Gele kaarten         | 1                              | 1                              |
| Rode kaarten         | 0                              | 0                              |
| Wissels              | 3                              | 3                              |
| Schoten op doel      | 5                              | 1                              |
| Schoten naast doel   | 4                              | 3                              |
| Overtredingen        | 6                              | 12                             |
| Hoekschoppen         | 7                              | 3                              |
| Buitenspel           | 6                              | 1                              |
| Balbezit (%)         | 55                             | 45                             |

| Spanje | 2 – 0           | Frankrijk |
| Xabi Alonso 19' Xabi Alonso 90+1' (pen.) | goals (assists) | |
| Vicente del Bosque | bondscoach      | Laurent Blanc |
| Iker Casillas Jordi Alba Sergio Ramos Gerard Piqué Álvaro Arbeloa Sergio Busquets Xabi Alonso Xavi Andrés Iniesta 84' Cesc Fábregas 67' David Silva 65' | opstellingen    | Hugo Lloris Gaël Clichy Adil Rami Laurent Koscielny Anthony Réveillère 79' Yann M'Vila 65' Florent Malouda Yohan Cabaye Franck Ribéry Karim Benzema 64' Mathieu Debuchy |
| Pedro Rodríguez 65' Fernando Torres 67' Santi Cazorla 84'                                                                                               | wissels         | 64' Jérémy Ménez 65' Samir Nasri 79' Olivier Giroud |
| Sergio Ramos 31' | gele kaarten    | 42' Yohan Cabaye 76' Jérémy Ménez |
| | rode kaarten    | |

## Wedstrijden
| Groepswedstrijden | | | |
| Groep A | Groep B | Groep C                                                                                               | Groep D |
| Polen - Griekenland Rusland - Tsjechië Griekenland - Tsjechië Polen - Rusland Tsjechië - Polen Griekenland - Rusland | Nederland - Denemarken Duitsland - Portugal Denemarken - Portugal Nederland - Duitsland Portugal - Nederland Denemarken - Duitsland | Spanje - Italië Ierland - Kroatië Italië - Kroatië Spanje - Ierland Kroatië - Spanje Italië - Ierland | Frankrijk - Engeland Oekraïne - Zweden Oekraïne - Frankrijk Zweden - Engeland Engeland - Oekraïne Zweden - Frankrijk |
| Kwartfinales | | | |
| Tsjechië - Portugal                                                                                                  | Duitsland - Griekenland | Spanje - Frankrijk                                                                                    | Engeland - Italië |
| Halve finales | | | |
| ‎Portugal - Spanje | ‎Portugal - Spanje | Duitsland - Italië                                                                                    | Duitsland - Italië                                                                                                   |
| Finale | | | |
| Spanje - Italië | | | |